# Rœschwoog
Rœschwoog (prononcer [ʁœʃvoɡ] ; anciennement Reichewaux et en allemand Röschwoog), aussi écrit Roeschwoog, est une commune française située dans la circonscription administrative du Bas-Rhin et, depuis le 1er janvier 2021, dans le territoire de la Collectivité européenne d'Alsace, en région Grand Est.
La traduction de Röschwoog en allemand standard devrait être Rosswaage, c'est une balance à chevaux.
Cette commune se trouve dans la région historique et culturelle d'Alsace. La commune fait partie de la communauté de communes du Pays Rhénan

## Géographie
La commune est située dans le Petit Ried. Elle est baignée par la Moder.

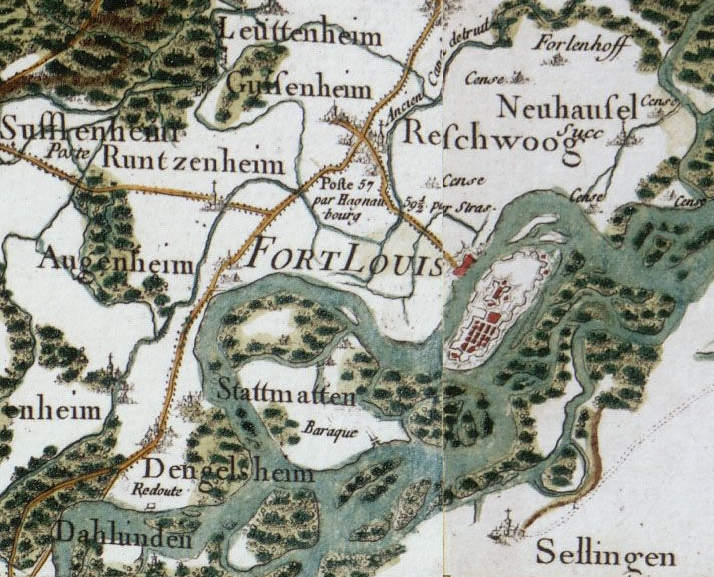
Anciennement Reschwoog sur la carte de Cassini.

| Leutenheim   |           | Roppenheim |
| Rountzenheim | Rœschwoog | Neuhaeusel |
| Auenheim     |           | Fort-Louis |

### Hydrographie

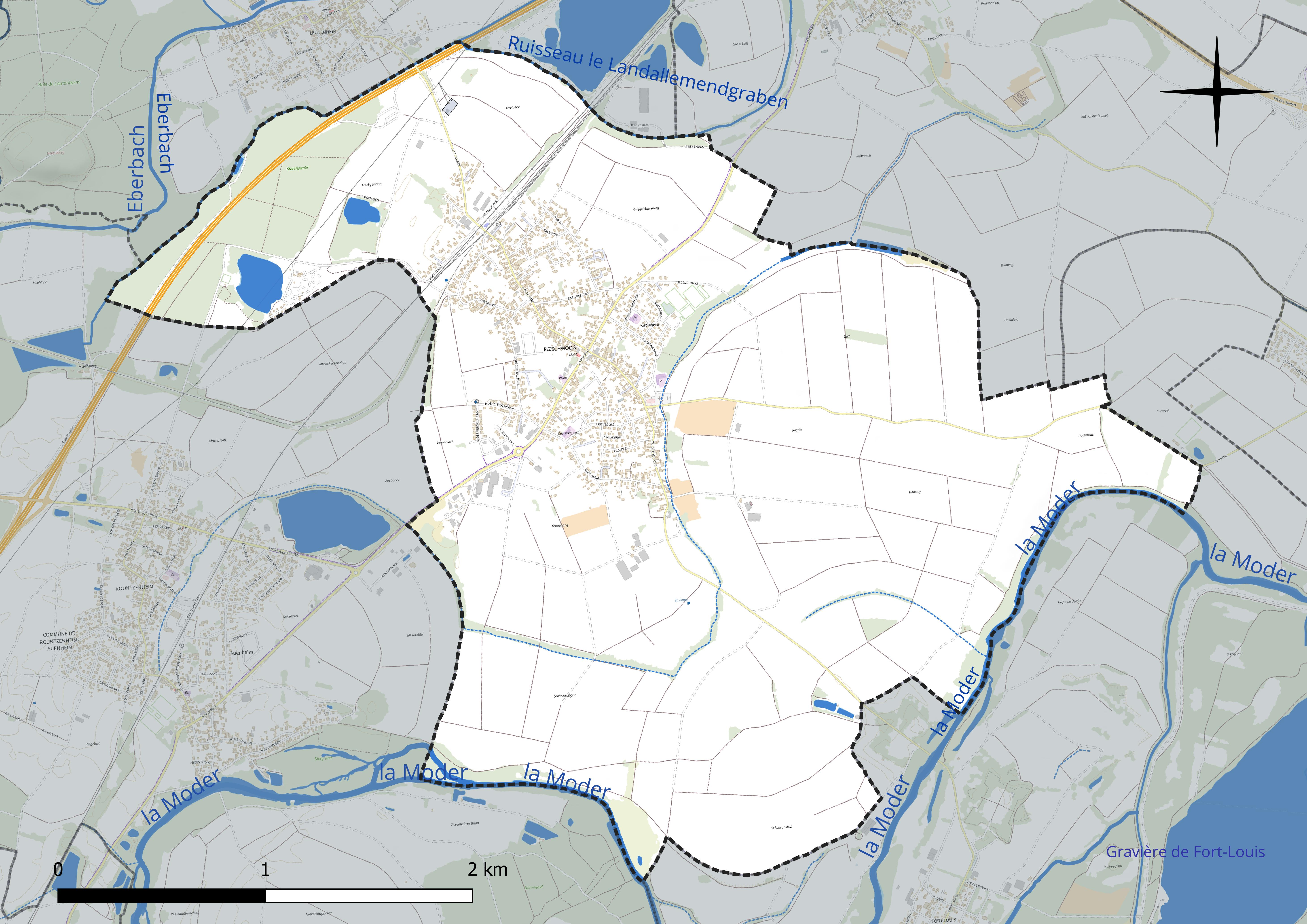
Réseau hydrographique de Roeschwoog.

#### Réseau hydrographique
La commune est dans le bassin versant du Rhin au sein du bassin Rhin-Meuse. Elle est drainée par la Moder et le ruisseau le Landallemendgraben,.
La Moder, d'une longueur de 82 km, prend sa source dans la commune de Zittersheim et se jette  dans le Rhin en rive gauche à Beinheim, après avoir traversé 29 communes.

#### Gestion et qualité des eaux
Le territoire communal est couvert par le schéma d'aménagement et de gestion des eaux (SAGE) « Ill Nappe Rhin ». Ce document de planification concerne la nappe phréatique rhénane, les cours d'eau de la plaine d'Alsace et du piémont oriental du Sundgau, les canaux situés entre l'Ill et le Rhin et les zones humides de la plaine d'Alsace. Le périmètre s’étend sur 3 596 km2. Il a été approuvé le 17 janvier 2005. La structure porteuse de l'élaboration et de la mise en œuvre est la région Grand Est.
La qualité des cours d’eau peut être consultée sur un site dédié géré par les agences de l’eau et l’Agence française pour la biodiversité.

### Climat
Pour des articles plus généraux, voir Climat du Grand Est et Climat du Bas-Rhin.
En 2010, le climat de la commune est de type climat des marges montargnardes, selon une étude du Centre national de la recherche scientifique s'appuyant sur une série de données couvrant la période 1971-2000. En 2020, Météo-France publie une typologie des climats de la France métropolitaine dans laquelle la commune est exposée à un climat semi-continental et est dans la région climatique  Alsace, caractérisée par une pluviométrie faible, particulièrement en automne et en hiver, un été chaud et bien ensoleillé, une humidité de l’air basse au printemps et en été, des vents faibles et des brouillards fréquents en automne (25 à 30 jours).
Pour la période 1971-2000, la température annuelle moyenne est de 10,7 °C, avec une amplitude thermique annuelle de 18 °C. Le cumul annuel moyen de précipitations est de 835 mm, avec 10,7 jours de précipitations en janvier et 10,1 jours en juillet. Pour la période 1991-2020, la température moyenne annuelle observée sur la station météorologique de Météo-France la plus proche, « Scheibenhard », sur la commune de Scheibenhard à 18 km à vol d'oiseau, est de 11,8 °C et le cumul annuel moyen de précipitations est de 739,0 mm. 
La température maximale relevée sur cette station est de 38,8 °C, atteinte le 7 août 2015 ; la température minimale est de −15,2 °C, atteinte le 11 janvier 2009,,.
Les paramètres climatiques de la commune ont été estimés pour le milieu du siècle (2041-2070) selon différents scénarios d'émission de gaz à effet de serre à partir des nouvelles projections climatiques de référence DRIAS-2020. Ils sont consultables sur un site dédié publié par Météo-France en novembre 2022.

## Urbanisme

### Typologie
Au 1er janvier 2024, Rœschwoog est catégorisée bourg rural, selon la nouvelle grille communale de densité à sept niveaux définie par l'Insee en 2022. Elle appartient à l'unité urbaine de Rœschwoog, une agglomération intra-départementale regroupant deux  communes, dont elle est ville-centre,,. La commune est en outre hors attraction des villes,.

### Occupation des sols

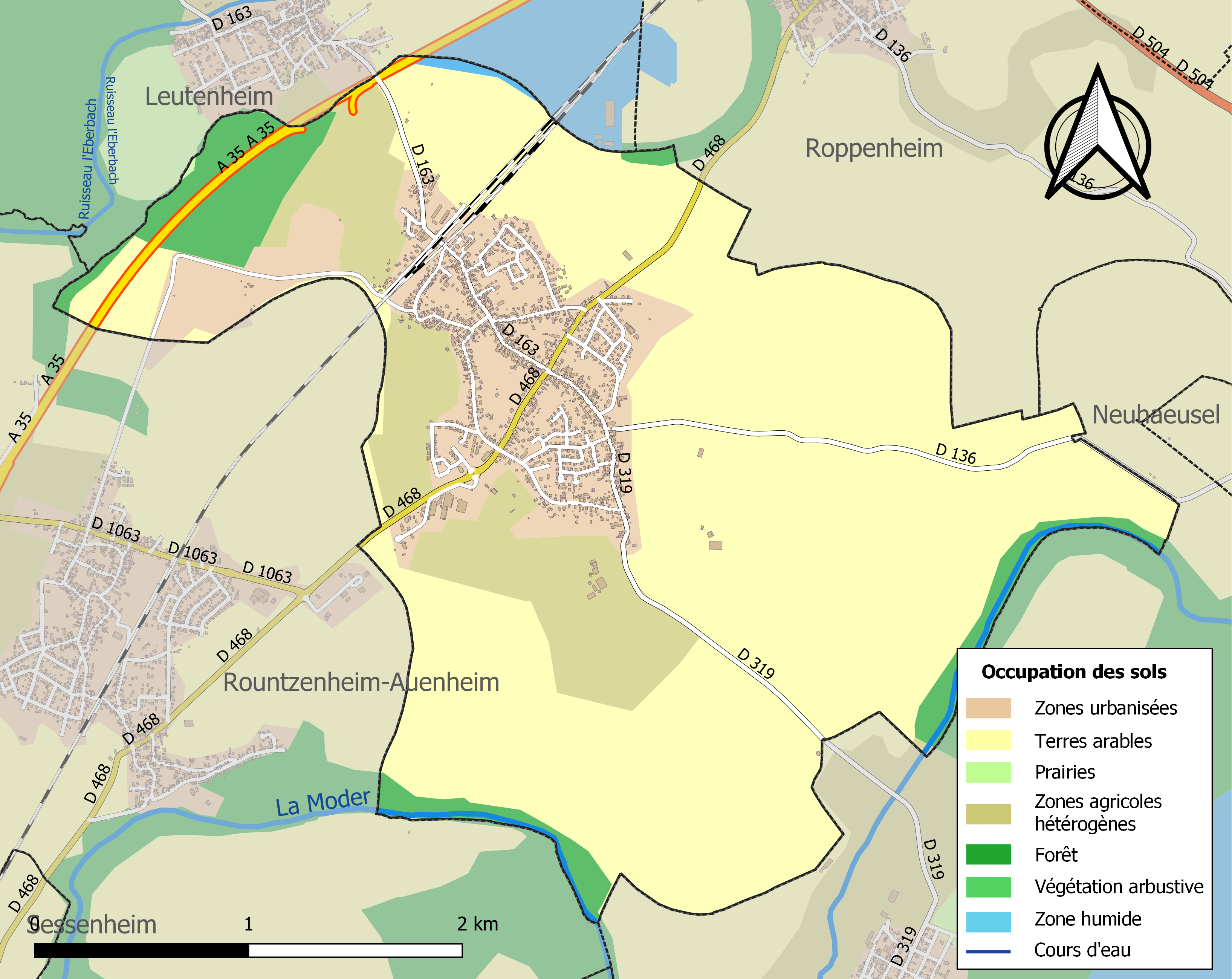
Carte des infrastructures et de l'occupation des sols de la commune en 2018 (CLC).

L'occupation des sols de la commune, telle qu'elle ressort de la base de données européenne d’occupation biophysique des sols Corine Land Cover (CLC), est marquée par l'importance des territoires agricoles (76,5 % en 2018), en diminution par rapport à 1990 (81 %). La répartition détaillée en 2018 est la suivante :  terres arables (64 %), zones urbanisées (14,3 %), zones agricoles hétérogènes (12,5 %), forêts (6,3 %), espaces verts artificialisés, non agricoles (2,8 %), eaux continentales (0,1 %).
L'IGN met par ailleurs à disposition un outil en ligne permettant de comparer l’évolution dans le temps de l’occupation des sols de la commune (ou de territoires à des échelles différentes). Plusieurs époques sont accessibles sous forme de cartes ou photos aériennes : la carte de Cassini (XVIIIe siècle), la carte d'état-major (1820-1866) et la période actuelle (1950 à aujourd'hui).

### Mobilités
Située sur l'axe ferroviaire Strasbourg-Lauterbourg, Rœschwoog est une étape sur la Véloroute Rhin EV 15 (1 320 km) qui relie la source du Rhin, située à Andermatt en Suisse, à son embouchure à Rotterdam.

## Histoire
Il est fait mention de « Rosusaco » dans la charte précaire de Hildefride, Philippe-André Grandidier prétend qu'il s'agit de Rœschwoog.
Au XVIIIe siècle, Rœschwoog fusionne avec le village de Guisenheim et la nouvelle entité garde le nom de Rœschwoog. Au XIXe siècle, comme dans beaucoup d'autres villages d'Alsace, des habitants de la commune sont partis en Algérie. On peut notamment citer François-Louis Stoll (1800-1869) et son épouse Marie-Anne Wolf (1800-1871) qui s'installèrent comme cultivateurs dans le village de Bugeaud (aujourd'hui Serraidi), dans la région de Constantine. La plupart des habitants de Bugeaud étaient des Alsaciens venus de Wingen, Soufflenheim et Roeschwoog. Leur fils Louis Stoll fut maire de Bugeaud.
Après que le conseil municipal a décidé en séance du 12 décembre 2022 de la démolition de la maison Brinkmann et du défrichement du terrain (11 rue Principale) — dans l'objectif du projet de construction d'une résidence seniors — la commune a commandé un diagnostic archéologique conformément à la réglementation. Réalisé en juin 2023 par Archéologie Alsace, cinq squelettes et d'autres artéfacts datant des VIIe et VIIIe siècle ont été découverts. Des fouilles complètes ont débuté en octobre 2024 sur une superficie de 12,38 aces. Après la fin des fouilles à la fin du mois d'octobre, ce sont 28 squelettes datants d'avant l'an 100 qui ont été mis au jour. Il s'agirait de chrétiens au vu des tombes orientées vers l'est (croyance dans la religion catholique de la résurrection des corps appelés depuis Jérusalem) ainsi que de l'absence de biens (bijoux, armes, artéfacts). L'études de ces trouvailles donnera lieu par la suite à une conférence précisant la nature exacte.

## Héraldique
| Blason de Rœschwoog | Blason  | D'azur à l'étoile de huit rais d'or enfermée dans un anneau cousu de sable. |
| Blason de Rœschwoog | Détails |                                                                             |

## Politique et administration

### Tendances politiques et résultats
Résultats de l'élection législative de 2024 sur la commune de Roeschwoog au 1er tour
| Candidats            | Partis                                  | Nb de voix   |
| -------------------- | --------------------------------------- | ------------ |
| Théo BERNHARDT       | Rassemblement National                  | 470 (39,50%) |
| Stéphanie KOCHERT    | Horizons                                | 283 (23,78%) |
| Christian KLIPFEL    | Divers                                  | 183 (15,38%) |
| Victor VOGT          | Les Républicains soutenu par Unser Land | 86 (7,23%)   |
| Myriam ZEKAGH        | La France Insoumise pour le NFP         | 86 (7,23%)   |
| Nathan HACKENSCHMIDT | Reconquête !                            | 25 (2,10%)   |
| Claire GROSHEITSCH   | Mouvement Ecologiste Indépendant        | 19 (1,60%)   |
| Stella BATISSE       | Debout la France                        | 7 (0,59%)    |
| Catherine GSELL      | Lutte Ouvrière                          | 4 (0,34%)    |
|                      |                                         |              |
| Inscrits             | 1682                                    |              |
| Votants              | 1190 (participation 70,75%)             |              |
| Bulletins nuls       | 8                                       |              |
| Bulletins blancs     | 19 (1,6% des voix)                      |              |

| Candidats         | Partis                      | Nb de voix |
| ----------------- | --------------------------- | ---------- |
| Théo BERNHARDT    | Rassemblement National      | 533 (47%)  |
| Stéphanie KOCHERT | Horizons                    | 608 (53%)  |
|                   |                             |            |
| Inscrits          | 1682                        |            |
| Votants           | 1182 (participation 70,27%) |            |
| Bulletins nuls    | 9                           |            |
| Bulletins blancs  | 32                          |            |
| Voix exprimées    | 1141                        |            |

### Liste des maires

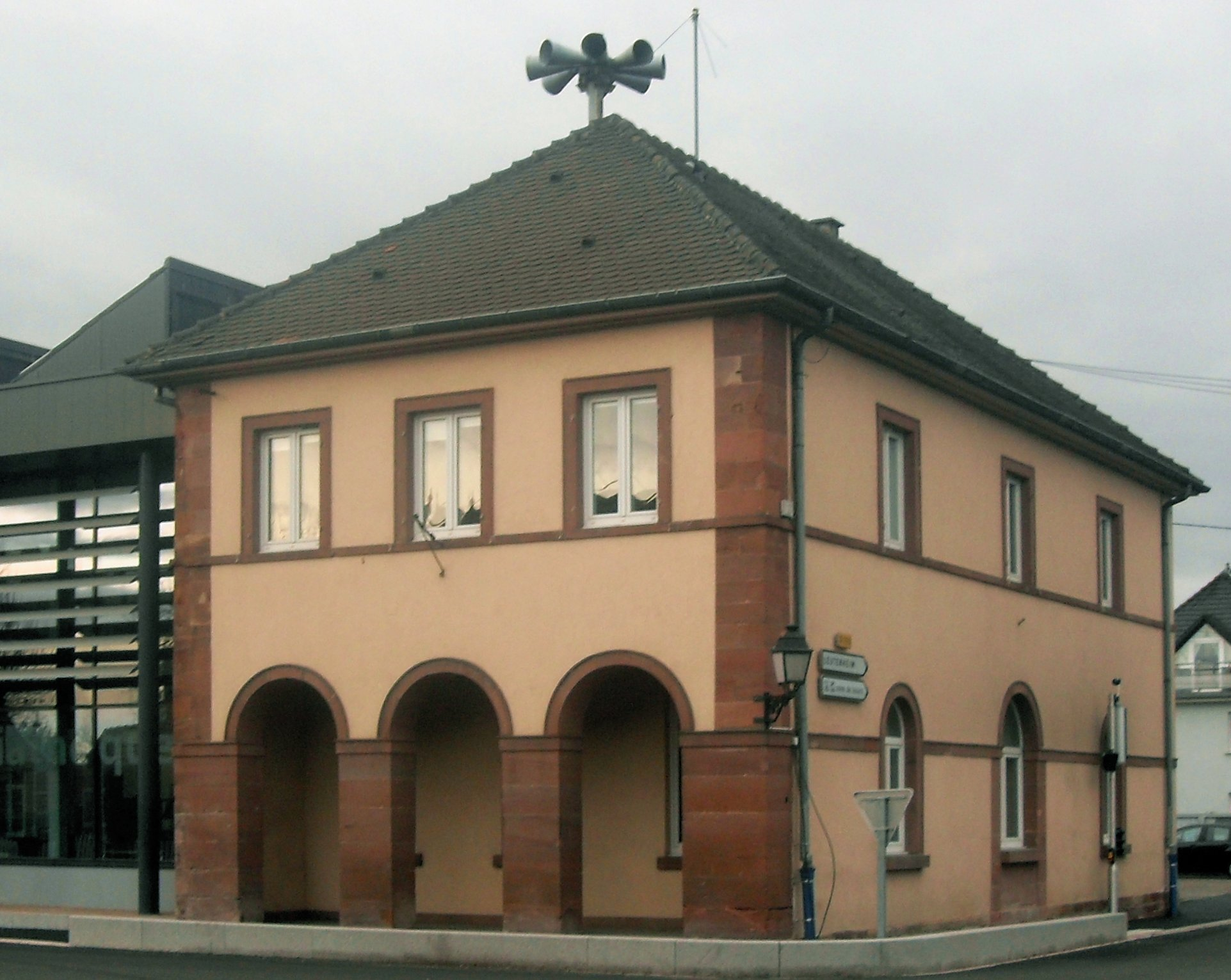
L'ancienne mairie de Rœschwoog aujourd'hui médiathèque (Rue Principale).

| Période                                  | Période                   | Identité                                      | Étiquette      | Qualité                                                   |
| ---------------------------------------- | ------------------------- | --------------------------------------------- | -------------- | --------------------------------------------------------- |
| Les données manquantes sont à compléter. |                           |                                               |                |                                                           |
| 1833                                     | 1837                      | François Joseph Georger (1780-1866)           |                | Cultivateur                                               |
| 1871                                     | 1875                      | Hubert Lohr                                   |                |                                                           |
| 1886                                     | 1896                      | Joseph Bigot (1827-1913)                      |                | Cultivateur                                               |
| 1917                                     | 1919                      | Charles Sutter                                |                |                                                           |
| 1919                                     | 1925 (décès)              | Eugène Schmitt (1852-1925)                    |                | Cultivateur                                               |
| Les données manquantes sont à compléter. |                           |                                               |                |                                                           |
| ca. 1970                                 |                           | Hubert Lohr                                   |                |                                                           |
| 1994                                     | mars 2008                 | Jean Lorentz                                  | DVD            | Retraité, maire honoraire Président de la CC de l'Uffried |
| mars 2008                                | En cours (au 9 mars 2022) | Michel Lorentz Réélu pour le mandat 2020-2026 | MoDem puis DVC | Fonctionnaire Conseiller d'Alsace (2021 → )               |

## Démographie
L'évolution du nombre d'habitants est connue à travers les recensements de la population effectués dans la commune depuis 1793. Pour les communes de moins de 10 000 habitants, une enquête de recensement portant sur toute la population est réalisée tous les cinq ans, les populations de référence des années intermédiaires étant quant à elles estimées par interpolation ou extrapolation. Pour la commune, le premier recensement exhaustif entrant dans le cadre du nouveau dispositif a été réalisé en 2008.

En 2022, la commune comptait 2 273 habitants, en évolution de −1 % par rapport à 2016 (Bas-Rhin : +3,17 %, France hors Mayotte : +2,11 %).
| 1793 | 1800 | 1806  | 1821  | 1831  | 1836  | 1841  | 1846  | 1851  |
| ---- | ---- | ----- | ----- | ----- | ----- | ----- | ----- | ----- |
| 690  | 778  | 1 164 | 1 375 | 1 400 | 1 446 | 1 283 | 1 328 | 1 287 |

| 1856  | 1861  | 1866  | 1871  | 1875  | 1880  | 1885  | 1890  | 1895  |
| ----- | ----- | ----- | ----- | ----- | ----- | ----- | ----- | ----- |
| 1 240 | 1 252 | 1 300 | 1 287 | 1 242 | 1 232 | 1 163 | 1 176 | 1 246 |

| 1900  | 1905  | 1910  | 1921  | 1926  | 1931  | 1936  | 1946  | 1954  |
| ----- | ----- | ----- | ----- | ----- | ----- | ----- | ----- | ----- |
| 1 274 | 1 250 | 1 202 | 1 181 | 1 212 | 1 288 | 1 223 | 1 356 | 1 253 |

| 1962  | 1968  | 1975  | 1982  | 1990  | 1999  | 2006  | 2008  | 2013  |
| ----- | ----- | ----- | ----- | ----- | ----- | ----- | ----- | ----- |
| 1 247 | 1 309 | 1 421 | 1 539 | 1 573 | 1 905 | 2 078 | 2 128 | 2 291 |

| 2018  | 2022  | - | - | - | - | - | - | - |
| ----- | ----- | - | - | - | - | - | - | - |
| 2 275 | 2 273 | - | - | - | - | - | - | - |

## Lieux et monuments
Comme beaucoup de communes en Alsace, Rœschwoog possède des ouvrages de la ligne Maginot. Depuis 2001, Rœschwoog est le point de départ d'un sentier de randonnée suivant le plus fidèlement possible la ligne Maginot jusqu'à Bitche. Ce parcours long de 100 km part de la gare de la ville et est représenté par un losange jaune. On trouve à Rœschwoog deux cités « villageoises », une près de la gare et une dans la rue Neuve.

### Ligne Maginot
- Casemate de Rountzenheim Nord :

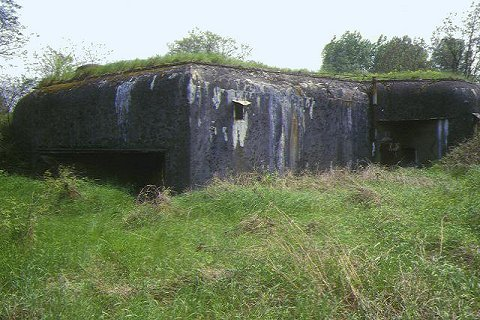
Casemate de Rountzenheim Nord.

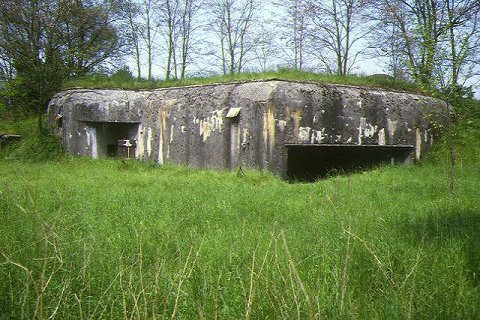
Casemate de Rountzenheim Sud.

  - Casemate d'infanterie isolée, à flanquement simple, reliée par galerie avec sa voisine Rountzenheim Sud avec laquelle elle constitue un couple de casemates. Construite en 1932, elle accueillait un officier, un sous-officier et 15 hommes de troupe.
  - Dimensions au sol hors tout : 19 × 14 mètres. Hauteur 7,50 mètres. Épaisseur du gros œuvre en béton : dalle 2 m, murs exposés 2,25 m, murs arrière 1 m.
  - Armement : un canon antichar de 37 mm, deux jumelages de mitrailleuses, 3 FM, un mortier de 50 mm, goulottes lance-grenades.
  - Historique : ouvrage tenu en 1939-40 par un détachement du 68e Régiment d'Infanterie de Forteresse qui a contribué à contenir la pression allemande jusqu'au 1er juillet 1940, soit 6 jours après l'entrée en vigueur de l'Armistice (25 juin 1940).

- Casemate de Rountzenheim Sud :
  - Casemate d'infanterie isolée, à flanquement simple, reliée par galerie avec sa voisine Rountzenheim Nord avec laquelle elle constitue un couple de casemates. Construite en 1932, elle accueillait un officier, un sous-officier et 15 hommes de troupe.
  - Dimensions au sol hors tout : 19 × 14 mètres. Hauteur 7,50 mètres. Épaisseur du gros œuvre en béton dalle 2 m, murs exposés 2,25 m, murs arrière 1 m.
  - Armement : un canon antichar de 37 mm, deux jumelages de mitrailleuses, 3 FM, un mortier de 50 mm, goulottes lance-grenades.
  - Historique : ouvrage tenu en 1939-1940 par un détachement du 68e régiment d'infanterie de forteresse qui a contribué à contenir la pression allemande jusqu'au 1er juillet 1940, soit 6 jours après l'entrée en vigueur de l'Armistice.

### Sphinx

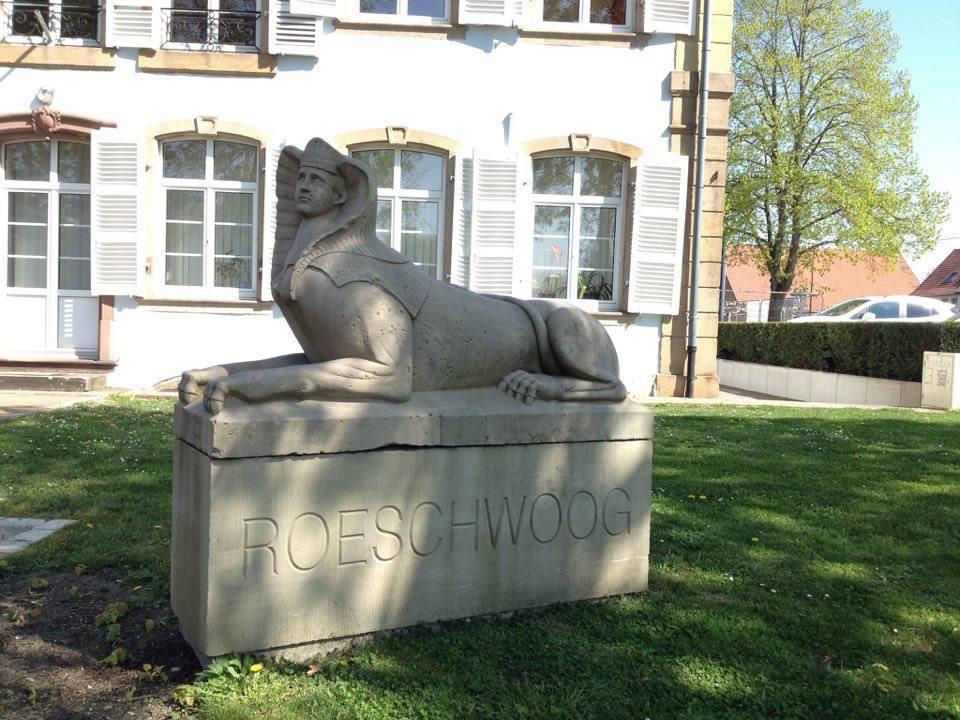
Les Sphinx de Roeschwoog.

L'origine de deux sphinx à Roeschwoog est entourée de mystère. D'après certaines sources, ils auraient été sculptés au XIXe siècle par un admirateur de Napoléon.
La campagne d'Égypte de Napoléon Bonaparte de 1798 à 1799 engendra une mode décorative et architecturale égyptienne dans toute la France. La population de Roeschwoog, connue pour son bonapartisme, aurait apprécié que l'un de ses maires, François-Ignace Walter ou Alfred Schmitt-Batiston, commande la sculpture de ces deux sphinx.
Les sphinx ont aujourd'hui trouvé leur place devant la mairie du village qui est une maison de maître de style baroque rhénan. Chacun des deux sphinx est posé sur un socle en grès. Sur ces socles apparaissent les noms de Giesenheim et Roeschwoog, les deux villages qui ont fusionné au XVIIIe siècle pour former la commune actuelle.

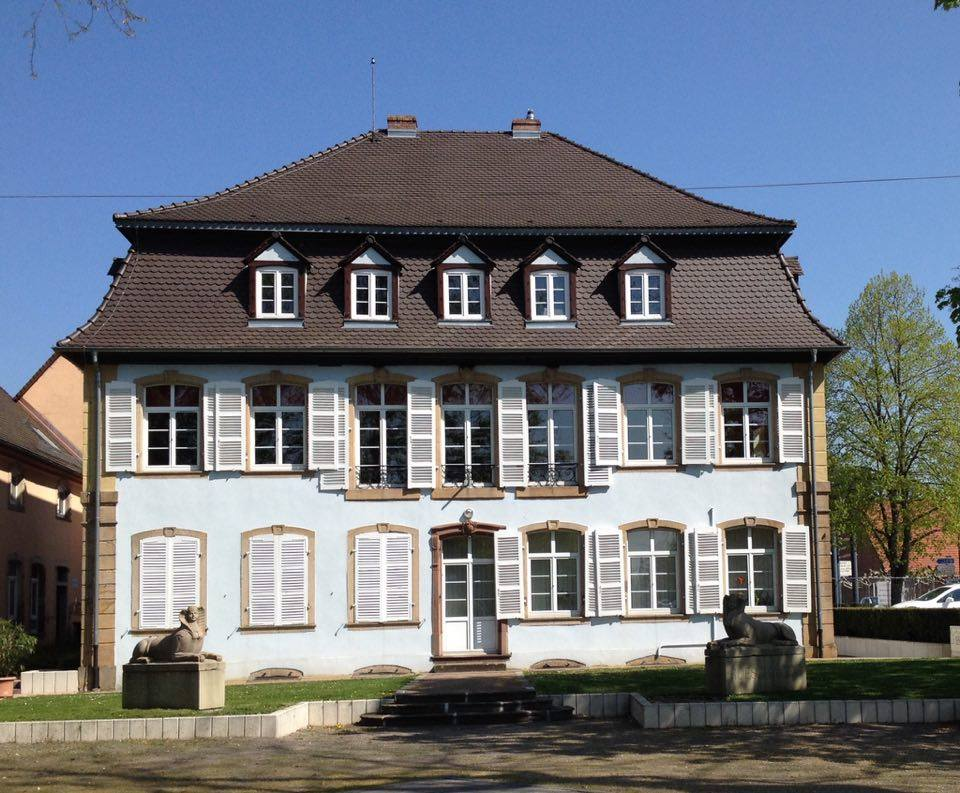
Les Sphinx de Roeschwoog devant la mairie.

### Église Saint-Barthélemy

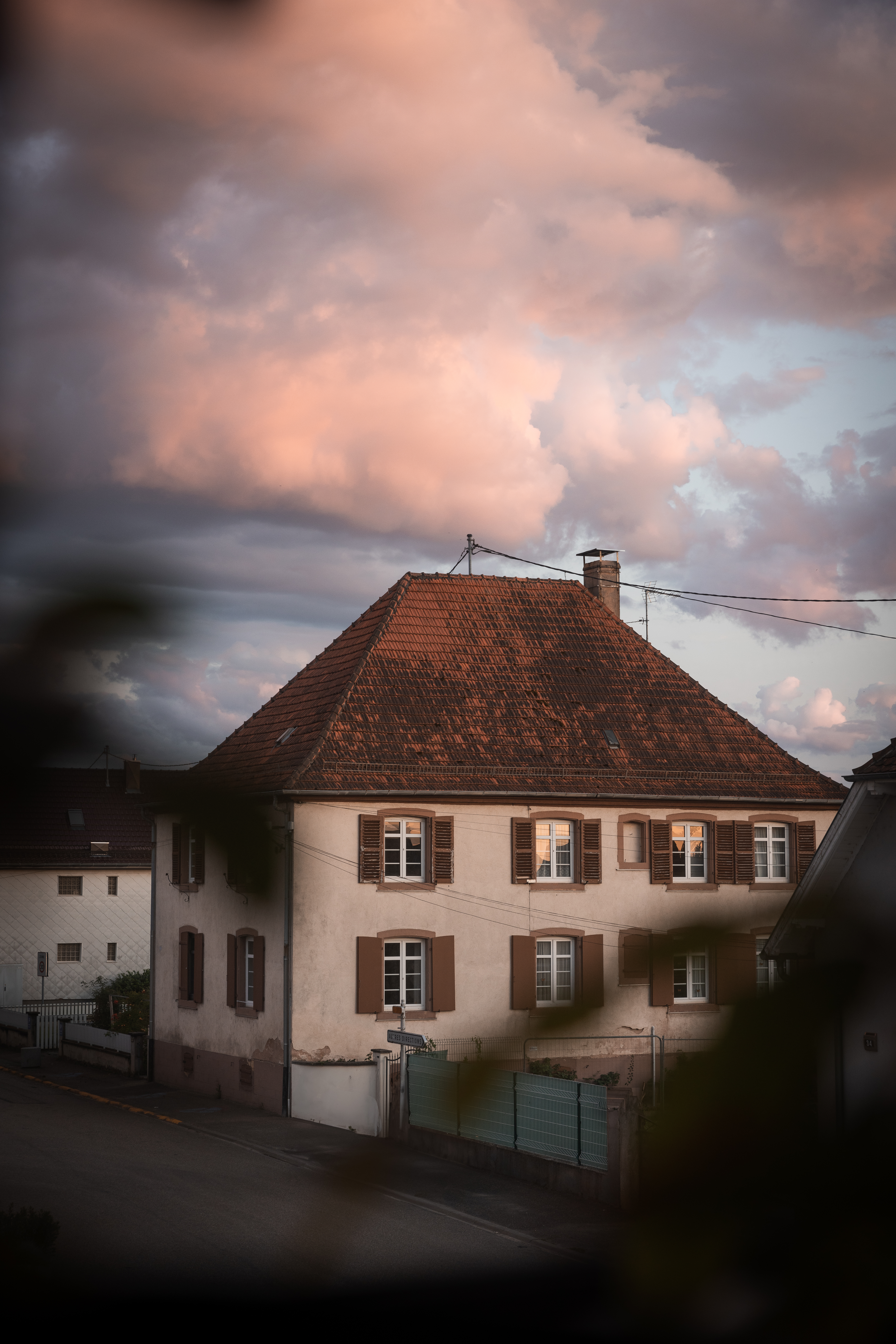
Le presbytère de Roeschwoog

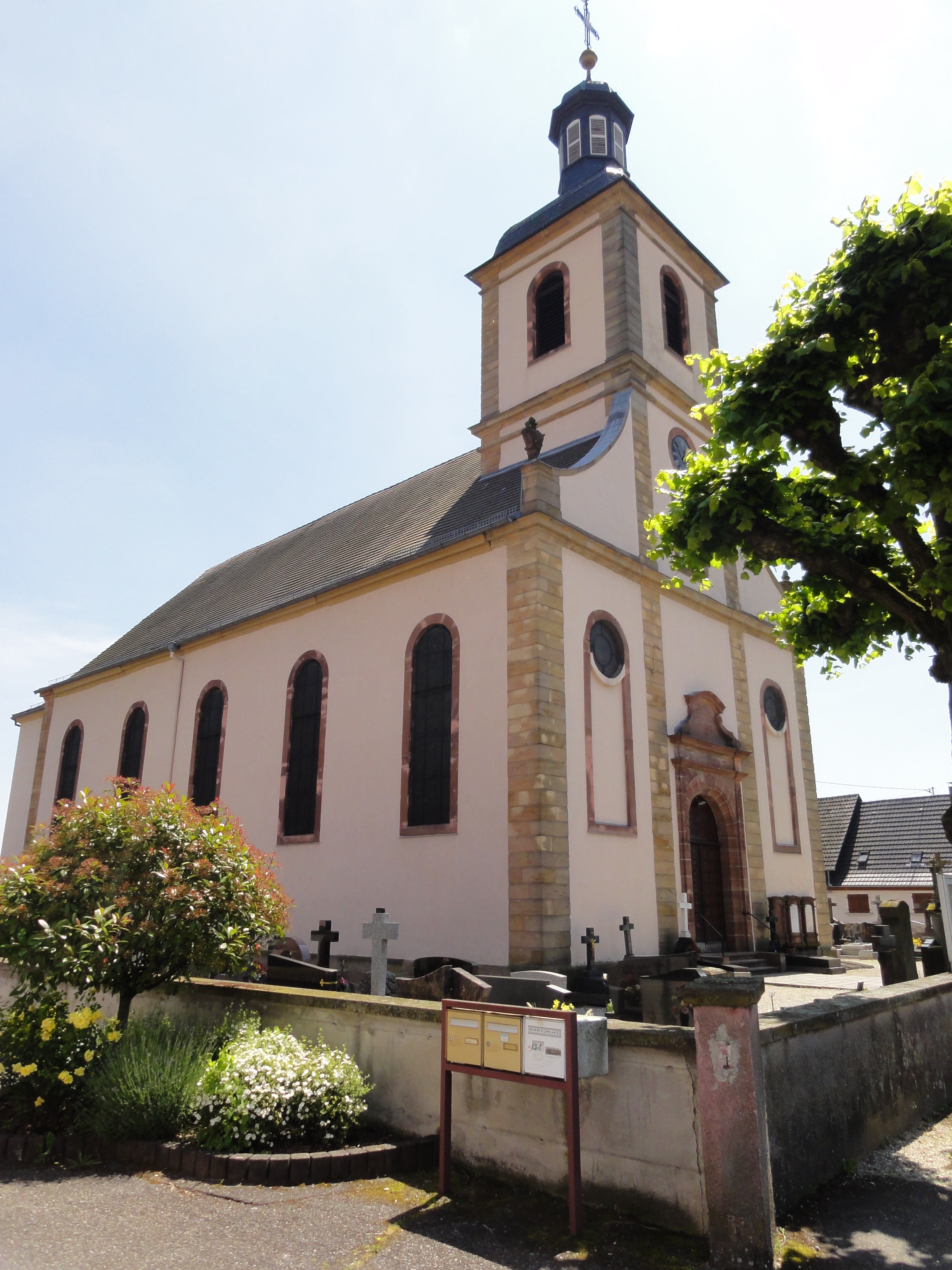
Église Saint-Barthélemy.
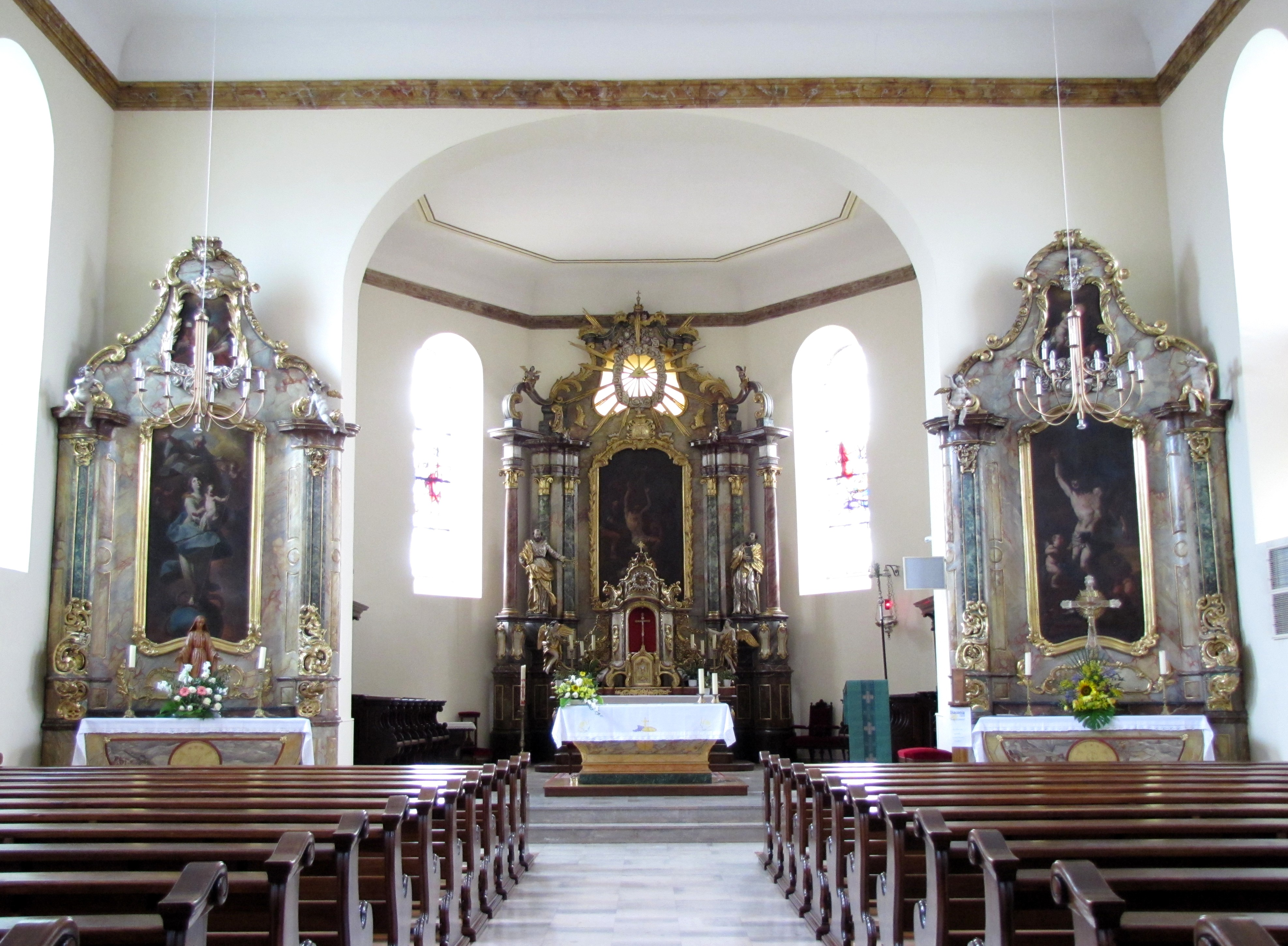
Vue intérieure de la nef vers le chœur avec les autels.
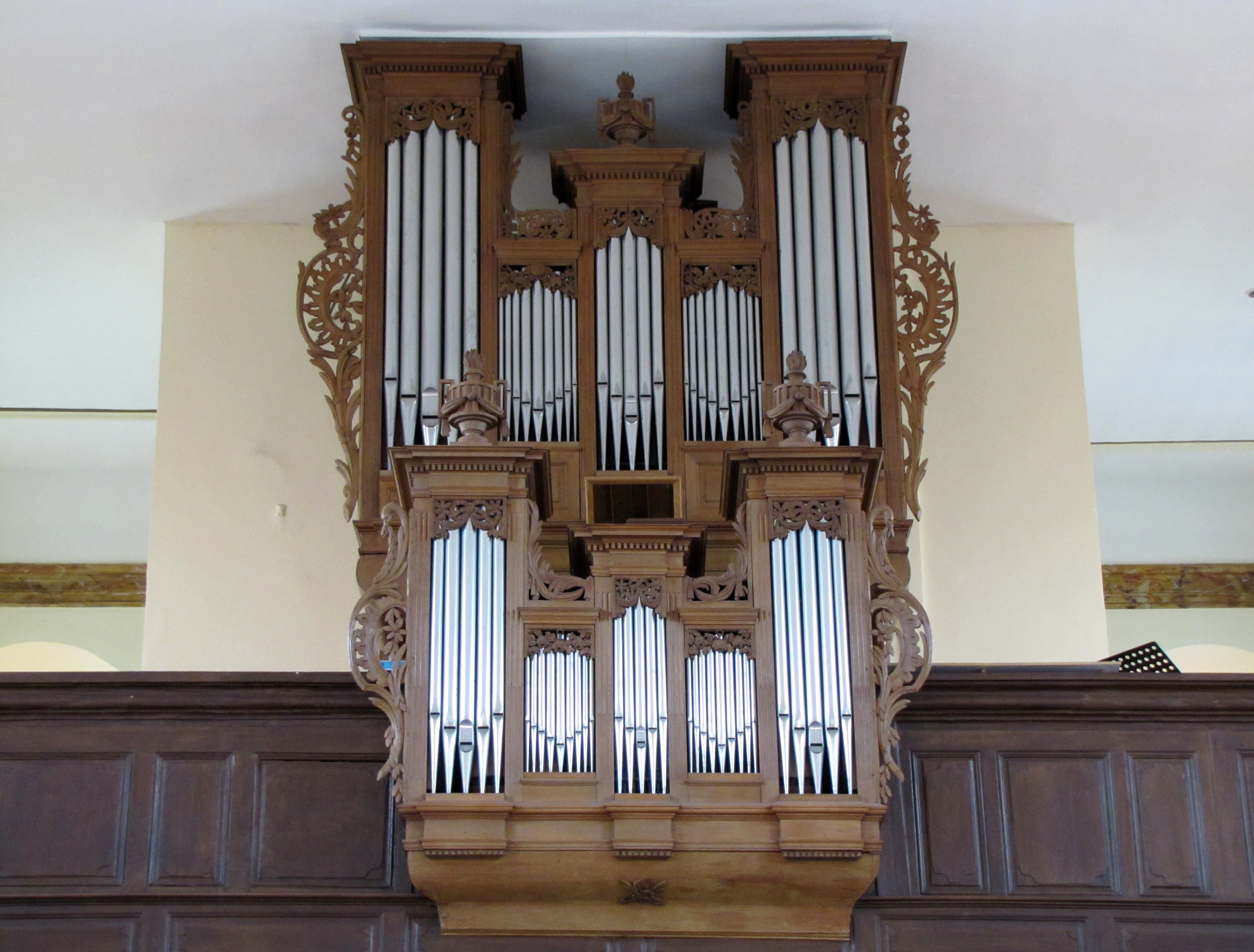
Orgue Stieffel-Stiehr (1808).
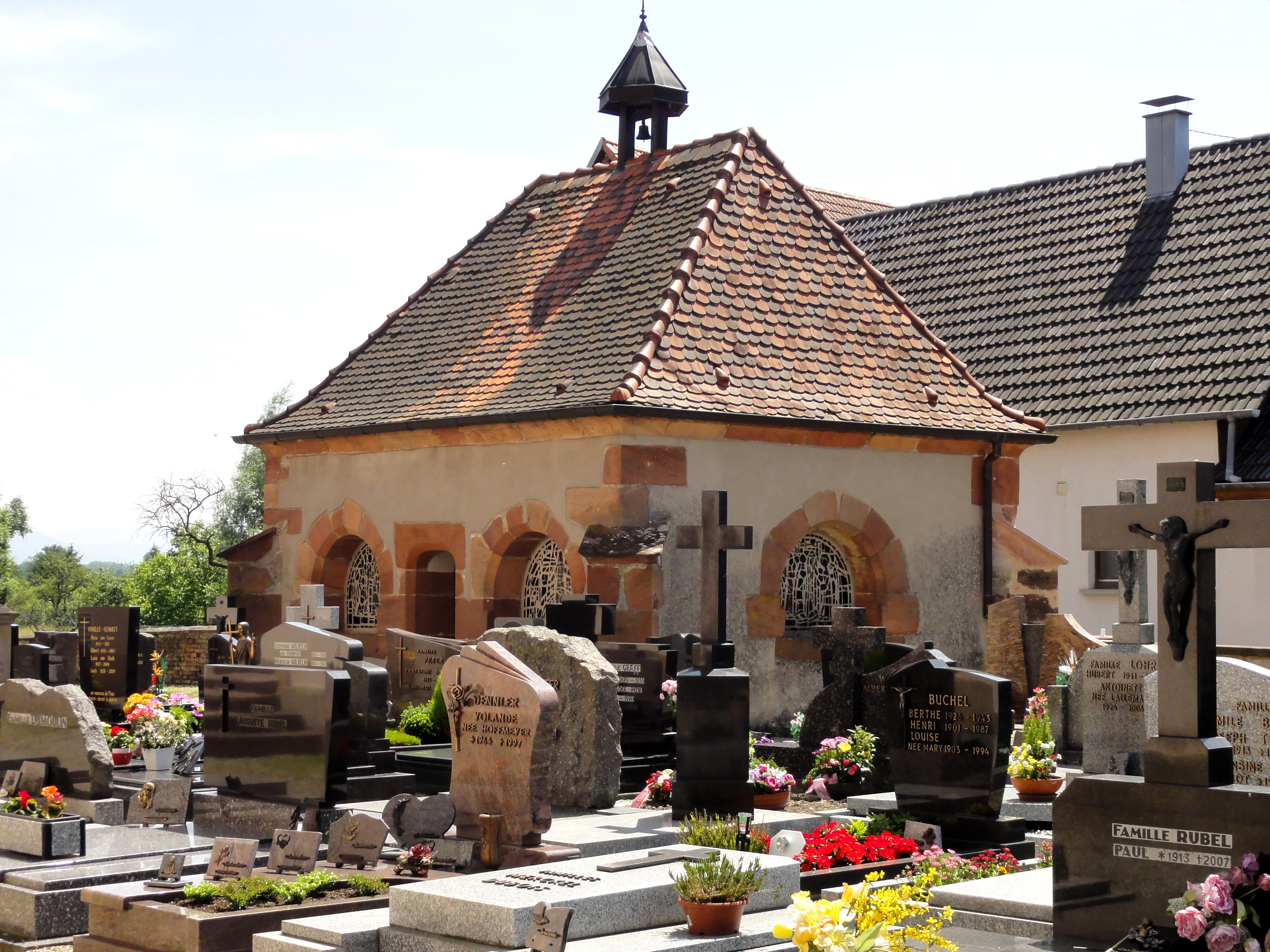
Chapelle du cimetière.

## Personnalités liées à la commune
- Alfred Daul (1895-1973) : député du Bas-Rhin (1936-1940) né à Rœschwoog.